# Basileuterus rufifrons
La reinita coronirrufa (Basileuterus rufifrons), también conocido como chipe gorra rufa, chipe gorrirrufo o chipe rey mexicano (en México), es una especie de ave paseriforme de la familia Parulidae, perteneciente al numeroso género Basileuterus.  Es nativa de México y del oeste de América Central.

## Distribución y hábitat
Se distribuye desde el norte de México, hasta el centro de Guatemala y sur de Belice. Registrada como vagante, posiblemente reproductor, en el extremo sur de Estados Unidos (Arizona).
Esta especie es considerada común en sus hábitats naturales: los matorrales secos, quebradas arbustivas, bosques abiertos y crecimentos secundarios jóvenes, bordes de selvas y plantaciones de café; tiende a evitar las selvas. Desde tierras bajas hasta los 2500 m de altitud, localmente llega hasta los 3000 m por lo menos en México.

## Sistemática

### Descripción original
La especie B. rufifrons fue descrita por primera vez por el ornitólogo británico William Swainson en 1838 bajo el nombre científico Setophaga rufifrons; su localidad tipo es: «México, restringido posteriormente para Real Ariba (sic), Veracruz (?), México».

### Etimología
El nombre genérico masculino «Basileuterus» proviene del griego «basileuteros» (derivado de «basileus», que significa ‘rey’) aplicado por Aristóteles a un pequeño pájaro generalmente identificado como un Troglodytes, pero que también se conjetura podría ser un Phylloscopus o un Regulus; y el nombre de la especie «rufifrons» se compone de las palabras del latín  «rufus» que significa ‘rufo’, ‘rojizo’, y  «frons», que significa ‘frente’.

### Taxonomía
El grupo de subespecies agrupado anteriormente como B. rufifrons delattrii ya había sido en un pasado más remoto considerado como una especie separada de la presente y hasta recientemente como parte de la presente, a pesar de reconocidas diferencias morfológicas y de vocalización; principalmente debido a la sospecha de integradación en la región de la subespecie salvini en Chiapas-Guatemala. Los estudios de Demko y Mennill (2019) y Demko et al. (2020) que utilizaron una amplia gama de especímenes demostraron de forma robusta, con base en datos morfométricos, características de plumaje y de vocalizaciones, que no existe tal intergradación y que se trata de dos especies diferentes. Basándose en los datos presentados, el Comité de Clasificación de Norte y Mesoamérica (N&MACC) en la Propuesta 2021-B-8, aprobó la separación de Basileuterus delattrii, la reinita coronicastaña.

### Subespecies
Según las clasificaciones del Congreso Ornitológico Internacional (IOC) y Clements Checklist/eBird v.2021 se reconocen cinco subespecies, con su correspondiente distribución geográfica:
- Basileuterus rufifrons caudatus Nelson, 1899 – noroeste de México (Sonora y oeste de Chihuahua al sur hasta el norte de Durango).
- Basileuterus rufifrons dugesi Ridgway, 1892 – centro de México (sur de Sinaloa y oeste de Durango al sur hasta el sur de Puebla y oeste de Oaxaca).
- Basileuterus rufifrons jouyi Ridgway, 1892 – noreste de México (Coahuila), Nuevo León y oeste de Tamaulipas al sur hasta el este de Hidalgo y centro de Veracruz).
- Basileuterus rufifrons rufifrons (Swainson, 1838) – tierras altas del su de México y centro de Guatemala.
- Basileuterus rufifrons salvini Cherrie, 1891 – sur de la pendiente del Golfo en el sur de México (sur de Veracruz, norte de Oaxaca), norte de Guatemala y sur de Belice.